# Corvospongilla scabrispiculis
Corvospongilla scabrispiculis är en svampdjursart som beskrevs av Annandale 1913. Corvospongilla scabrispiculis ingår i släktet Corvospongilla och familjen Spongillidae. Inga underarter finns listade i Catalogue of Life.